# Piton (escaladă)

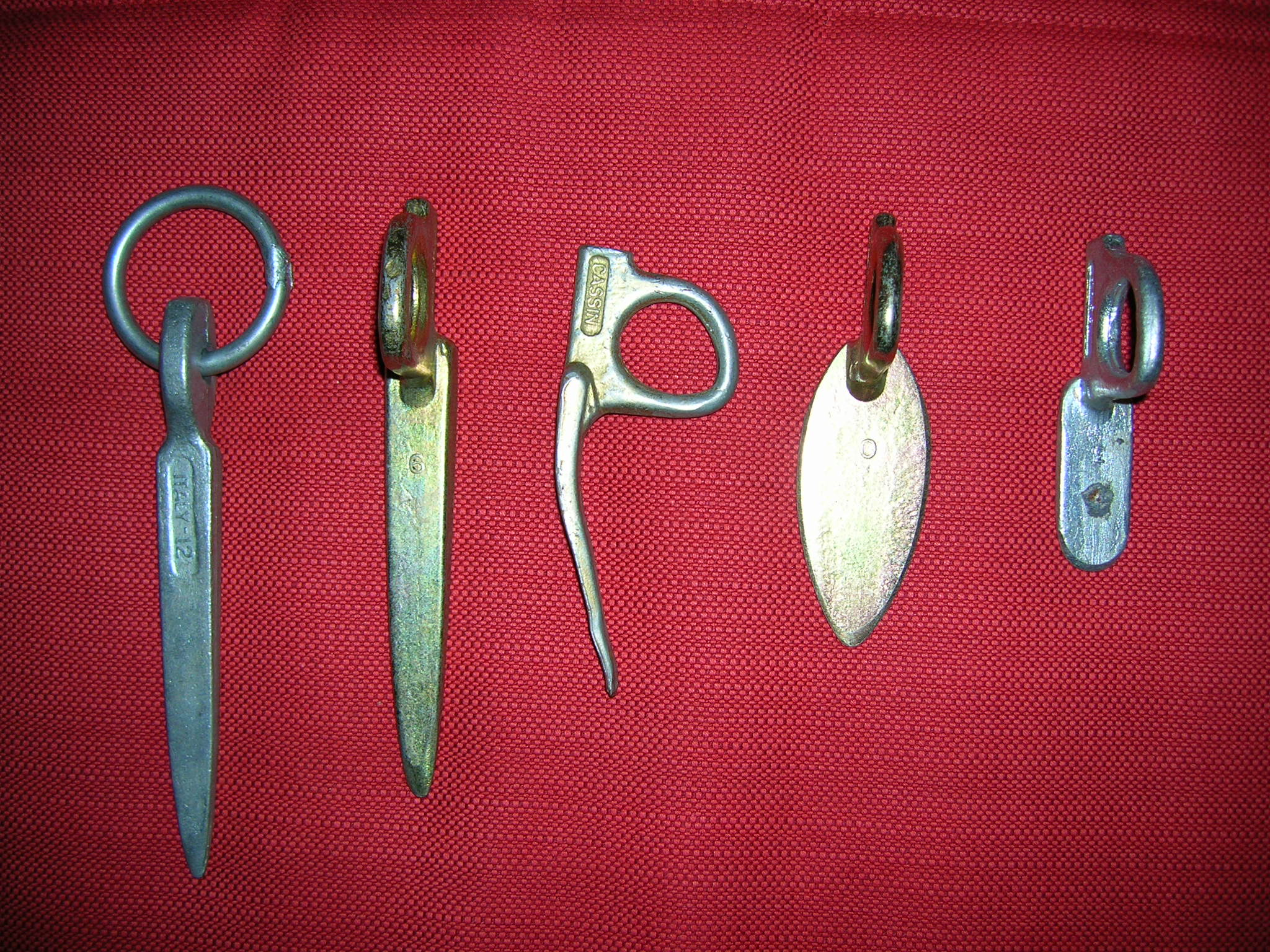
Pitoane din oțel moale, anii 1950 - 1960

Pitoanele sunt ancore artificiale utilizate de alpiniști și escaladori pentru a se proteja în caz de cădere sau pentru a se asigura în caz de oprire.

## Caracteristici
Pitoanele stau la baza tehnicii de asigurare. Există enorm de multe tipuri de pitoane, cu diferite forme și profile. Materialul din care se produc pitoanele este oțelul moale și oțelul dur. 
Pitoanele se împart în două grupe:
- Clasice: pitoane ce pot fi plantate doar în fisurile naturale ale stâncii prin baterea cu ciocanul. Ele pot suporta următoarele sarcini:
  - pitoane confecționate din oțel moale:
    - în fisuri longitudinale: 6 - 10 KN
    - în fisuri transversale: 15- 20 KN
- Forate: pitoane ce pot fi plantate în orice loc; pentru plantare este forată o gaură cu bormașina (sau în lipsă cu o foreză de mână), în gaură se bate un diblu de metal cu filet pe interior care la capăt are o pană de metal. Pana se despică prin batere,fixând mai bine diblu. În final se înfiletează pitonul folosindu-se șuruburi sau piulițe, în funcție de modelul diblului. La alte modele diblul se fixează în gaură folosind un adeziv special (spituri cu cimentare rapidă).